# اسامة بن زید
اسامه بن زید (به عربی: أُسَامَة ٱبْن زَيْد) صحابه و از یاران محمد پیامبر اسلام بود. محمد او را، که بیست سال بیشتر نداشت، به فرماندهی سپاهی برای جنگ با روم به شام فرستاد.

## زندگی
پدر اسامه زید غلام آزادشده و فرزند خوانده محمد بود که در جنگ موته کشته شد. مادرش ام ایمن نام داشت. ۹ سال پیش از هجرت و در مکه به دنیا آمد. او نیز مانند پدرش بسیار مورد علاقه پیامبر اسلام بود و پیامبر او را، که بیست سال بیشتر نداشت، به فرماندهی سپاهی برای جنگ با روم به شام فرستاد.

## ماجرای سپاه اسامه
محمد در اواخر عمر سپاهی را به فرماندهی اُسامه بن زید، که در آن زمان جوانی 20 ساله بود، برای جهاد با امپراتوری روم (بسوی منطقه اُبنی در بلقاء شام جایی که پدرش در آنجا کشته شده بود) اعزام کرد و «جُرف» را به عنوان اردوگاه سپاه او تعیین کرد. محمد افرادی را که از پیوستن به سپاه اسامه سر باز زدند را سه بار لعن کرده بود. از جمله کسانی که از پیوستن به سپاه اسامه خودداری کردند ابوبکر و عمر بودند. سپاهیان همواره به جوانی اسامه اعتراض داشتند و به بهانه بیماری محمد از گرویدن به سپاه وی خودداری کردند و پس از رحلت پیامبر هم بر اعتراض خویش باقی ماندند.
ابوبکر پس از رسیدن به خلافت، سپاه اسامه را تجهیز کرد. اسامه با این لشکر طی 20 روز به  شام رفت و بعد از به چنگ آوردن غنایمی طی 15 روز به مدینه بازگشت. همچنین در این هجوم قاتل پدرش نیز کشته شد و در این لشکرکشی یک نفر هم از مسلمانان کشته نشد.

## عدم بیعت با علی بن ابی طالب
پس از بیعت عامه مردم با  علی بن ابی طالب ، گروهی از مهاجرین و انصار و بنی امیه از بیعت با ایشان خودداری کردند. اسامه هم که از مهاجرین بود به منظور خروج از اطاعت علی بن ابی طالب از بیعت با ایشان دست باز زد.

## درگذشت
وی پس از پیامبر مدتی در وادی القری سکونت داشت، و در ایام خلافت معاویه مدتی در شام بود سپس در مدینه اقامت گزید. او به بیماری سختی دچار شد و در سال ۵۴ هجری قمری در (جرف) حوالی مدینه در شصت وسه سالگی درگذشت. جسدش را به مدینه انتقال دادند و حسین بن علی بر جنازه‌اش کفن پوشاند و نماز گذارد.